# Бубнов, Александр Викторович
Алекса́ндр Ви́кторович Бубно́в (род. 10 октября 1955, Люберцы, Московская область) — советский футболист, защитник. Выступал за сборную СССР. Известен по выступлениям за московские футбольные клубы: «Динамо» и «Спартак». Мастер спорта (1975), мастер спорта международного класса (1976). Состоял в КПСС.
После окончания футбольной карьеры был аналитиком в газетах «Известия», «Комсомольская правда», «Советский спорт», «Спорт-Экспресс», в еженедельнике «Футбол» и других российских изданиях. Являлся участником передачи «Футбол.ru» на телеканале «Россия-2», в которой вёл рубрику «Экспертиза». Выступает в качестве футбольного эксперта и комментатора на интернет-портале Sportbox.ru в специальной рубрике «Экспертиза Бубнова». Вёл программу «Футбольные хроники» на радио «Русская служба новостей» вместе с Юрием Севидовым. Вёл программу «100 % футбола» по понедельникам на радио «Спорт FM» вместе с Игорем Кытмановым и Нобелем Арустамяном. С марта 2025 года — обозреватель интернет-программы «Коммент.Шоу».
Как футбольный обозреватель известен, в частности, по подсчётам технико-тактических действий (ТТД) футболистов клубов российской Премьер-лиги и сборной России.

## Карьера

### Клубная
В 1972 году окончил ростовский спортивный интернат, затем в 1982 году институт физической культуры. В 1973—1974 годах — игрок «Спартака» из Орджоникидзе.
В 1974—1983 годах — игрок московского «Динамо». Переход из «Динамо» в «Спартак» объяснял тем, что в динамовской команде создалась нефутбольная атмосфера и он деградировал как игрок. В «Спартак» Бубнов переходил непосредственно к Бескову, которого знал по играм за сборные СССР и Москвы.
В 1983—1989 годах — игрок московского «Спартака». В 1989 году уехал во Францию, выступал за «Ред Стар», через год завершил карьеру. Некоторое время работал в юношеской школе французского клуба.

### В сборной
С 1977 года — игрок национальной сборной СССР по футболу. 28 июля в дебютном матче против сборной ГДР (1:2) забил свой единственный мяч за сборную. Участник чемпионата мира 1986 года в Мексике. Всего за сборную сыграл 34 матча.

### Тренерская
В 1991—1993 годах был тренером французского футбольного клуба «Ред Стар». В 1994 году приглашён Владимиром Долбоносовым на должность главного тренера команды Высшей лиги «Динамо-Газовик» (после окончания с отличием Высшей школы тренеров при Российской Государственной Академии физической культуры). С 1997 по 1998 год тренировал команду Высшей лиги Белоруссии «Славия», участвовавшую в отборочном цикле Лиги чемпионов и Кубке УЕФА, и даже сам сыграл один официальный матч за клуб — 1/4 финала Кубка Белоруссии против минского «Динамо». В 1999 и в 2004 годах — главный тренер «Икара» из Сарова, выступавшего в чемпионате Нижегородской области. В 2000 году тренировал «Фабус» из Бронниц. В 2002 году — тренер-селекционер киевского «Динамо».

### Аналитика и экспертиза
Завершив тренерскую деятельность, Александр Бубнов занялся футбольной аналитикой и экспертизой. В своей экспертизе он использует методику подсчёта технико-тактических действий (ТТД) футболистов, разработанную в Советском Союзе ещё в 1970-е годы, которая успешно применялась известными футбольными тренерами: Константином Бесковым и Валерием Лобановским.
В 2002 году комментировал матч Россия — Бельгия, а также финальный матч чемпионата мира в Японии вместе с Григорием Твалтвадзе на телеканале РТР. Также в 2002 году возглавил консалтинговую компанию «Пресс Бубнов», которая занимается консультационно-методической деятельностью в области футбола. В 2002—2004 годах работал в ЕвразХолдинге, курировал футбольные проекты компании. В сентябре 2011 года вошёл в совет РФС по выявлению договорных матчей. 19 декабря 2012 года этот совет был распущен, как неуставной орган РФС.
В 2010—2012 годах являлся участником передачи «Футбол России» на телеканале «Россия 2», в которой вёл рубрику «Экспертиза». Ведёт авторские видеопрограммы на интернет-портале «Sportbox.ru». До августа 2018 года принимал участие в еженедельной программе «100 % футбола с Александром Бубновым» на радио «Спорт FM», в телепередачах «8-16» и «После футбола» на телеканалах «Наш футбол» и «Матч ТВ». В 2014 году написал автобиографическую книгу «Спартак: 7 лет строгого режима» (жанр — спортивная документалистика).
С 2018 года Александр Бубнов перестал появляться в кадре и выходить на связь со знакомыми, однако от его имени публикуется аналитика на Sportbox.ru. Ряд спортивных журналистов выразили мнение, что исчезновение Бубнова связано с проблемами со здоровьем. Журналист Сергей Шмитько в 2022 году сообщил, что Бубнов жаловался ему на депрессию. Однако его супруга опровергала это и связывала уход от публичной деятельности с усталостью от всеобщего внимания. По заявлению супруги, Бубнову запрещено общаться с коллегами из-за условий контракта со Sportbox.ru.
До меня доходили слухи, что я с ума сошёл. Некоторые считали, что я вообще умер. Третьи говорили: «Это не Бубнов говорит, это за него говорят». Но дело не в этом. У меня были серьезные проблемы с ногами.
3 марта 2025 года впервые за 7 лет появился в прямом эфире на интернет-площадке, где провел анализ возобновления чемпионата России по футболу и рассказал, что последние годы занимался своим здоровьем, в том числе лечил ноги.

## Статистика выступлений
| Матчи Бубнова за сборную СССР | Матчи Бубнова за сборную СССР | Матчи Бубнова за сборную СССР | Матчи Бубнова за сборную СССР | Матчи Бубнова за сборную СССР | Матчи Бубнова за сборную СССР | Матчи Бубнова за сборную СССР |
| ----------------------------- | ----------------------------- | ----------------------------- | ----------------------------- | ----------------------------- | ----------------------------- | ----------------------------- |
| №                             | Дата                          | Оппонент                      | Счёт                          | Голы Бубнова                  | Соревнование                  |                               |
| 1                             | 28 июля 1977                  | ГДР                           | 1:2                           | 1                             | Товарищеский матч             |                               |
| 2                             | 7 сентября 1977               | Польша                        | 4:1                           | —                             | Товарищеский матч             |                               |
| 3                             | 5 октября 1977                | Нидерланды                    | 0:0                           | —                             | Товарищеский матч             |                               |
| 4                             | 8 октября 1977                | Франция                       | 0:0                           | —                             | Товарищеский матч             |                               |
| 5                             | 8 марта 1978                  | ФРГ                           | 0:1                           | —                             | Товарищеский матч             |                               |
| 6                             | 14 мая 1978                   | Румыния                       | 1:0                           | —                             | Товарищеский матч             |                               |
| 7                             | 6 сентября 1978               | Иран                          | 1:0                           | —                             | Товарищеский матч             |                               |
| 8                             | 20 сентября 1978              | Греция                        | 2:0                           | —                             | Отборочные матчи ЧЕ-1980      |                               |
| 9                             | 5 октября 1978                | Турция                        | 2:0                           | —                             | Товарищеский матч             |                               |
| 10                            | 11 октября 1978               | Венгрия                       | 2:0                           | —                             | Отборочные матчи ЧЕ-1980      |                               |
| 11                            | 19 ноября 1978                | Япония                        | 4:1                           | —                             | Товарищеский матч             |                               |
| 12                            | 23 ноября 1978                | Япония                        | 4:1                           | —                             | Товарищеский матч             |                               |
| 13                            | 26 ноября 1978                | Япония                        | 3:0                           | —                             | Товарищеский матч             |                               |
| 14                            | 28 марта 1979                 | Болгария                      | 3:1                           | —                             | Товарищеский матч             |                               |
| 15                            | 19 апреля 1979                | Швеция                        | 2:0                           | —                             | Товарищеский матч             |                               |
| 16                            | 5 мая 1979                    | Чехословакия                  | 3:0                           | —                             | Товарищеский матч             |                               |
| 17                            | 19 мая 1979                   | Венгрия                       | 2:2                           | —                             | Отборочные матчи ЧЕ-1980      |                               |
| 18                            | 27 июня 1979                  | Дания                         | 2:1                           | —                             | Товарищеский матч             |                               |
| 19                            | 4 июля 1979                   | Финляндия                     | 1:1                           | —                             | Отборочные матчи ЧЕ-1980      |                               |
| 20                            | 5 сентября 1979               | ГДР                           | 1:0                           | —                             | Товарищеский матч             |                               |
| 21                            | 12 сентября 1979              | Греция                        | 0:1                           | —                             | Отборочные матчи ЧЕ-1980      |                               |
| 22                            | 14 октября 1979               | Румыния                       | 3:1                           | —                             | Товарищеский матч             |                               |
| 23                            | 31 октября 1979               | Финляндия                     | 2:2                           | —                             | Отборочные матчи ЧЕ-1980      |                               |
| 24                            | 4 декабря 1980                | Аргентина                     | 1:1                           | —                             | Товарищеский матч             |                               |
| 25                            | 10 октября 1984               | Норвегия                      | 1:1                           | —                             | Отборочные матчи ЧМ-1986      |                               |
| 26                            | 28 августа 1985               | ФРГ                           | 1:0                           | —                             | Товарищеский матч             |                               |
| 27                            | 25 сентября 1985              | Дания                         | 1:0                           | —                             | Отборочные матчи ЧМ-1986      |                               |
| 28                            | 16 октября 1985               | Ирландия                      | 2:0                           | —                             | Отборочные матчи ЧМ-1986      |                               |
| 29                            | 30 октября 1985               | Норвегия                      | 1:0                           | —                             | Отборочные матчи ЧМ-1986      |                               |
| 30                            | 22 января 1986                | Испания                       | 0:2                           | —                             | Товарищеский матч             |                               |
| 31                            | 19 февраля 1986               | Мексика                       | 0:1                           | —                             | Товарищеский матч             |                               |
| 32                            | 26 марта 1986                 | Англия                        | 0:1                           | —                             | Товарищеский матч             |                               |
| 33                            | 9 июня 1986                   | Канада                        | 2:0                           | —                             | Финальные матчи ЧМ-1986       |                               |
| 34                            | 28 октября 1987               | Исландия                      | 2:0                           | —                             | Отборочные матчи ЧЕ-1988      |                               |

Итого: 34 матча / 1 забитый гол; 23 победы, 6 ничьих, 5 поражений.

## Достижения

### Командные
- Чемпион СССР (3): 1976 (в), 1987, 1989
- Серебряный призёр чемпионата СССР (3): 1983, 1984, 1985
- Бронзовый призёр чемпионата СССР (3): 1975, 1982, 1986
- Обладатель Кубка СССР: 1977
- Обладатель Суперкубка СССР: 1977
- Чемпион Европы среди молодёжных команд: 1976
- Чемпион Спартакиады народов СССР 1979 года в составе сборной Москвы
- Чемпион мира среди ветеранов: 1994

### Личные
- В списке 33 лучших футболистов СССР (4): № 1 (1977, 1978), № 3 (1984, 1985)

## Личная жизнь
Жена Зоя, дети Александр и Елена. Есть внучка.
В 2015 году Александра Бубнова в своих выступлениях спародировала команда КВН «Сборная банкетных ведущих» из Татарстана на отборочном фестивале в Высшую лигу и на 1/8 финала Высшей лиги. Сам Бубнов в эфире радиостанции Спорт FM скептически оценил пародию.

## Отзывы
В декабре 2012 года профессиональные качества Бубнова как футбольного эксперта в интервью агентству «РБК» поставил под сомнение полузащитник «Зенита» и сборной России Роман Широков:

С тех пор футбол изменился, вместе с ним изменилась система оценок, а Бубнов остался в далёком 70-м, застрял в прошлом веке. И что? Его мнение за экспертное считать? У меня нормальное к Бубнову отношение, я вас уверяю: можно послушать человека, посмеяться на досуге. Но в основном от него ведь только негатив идёт, наезды, оскорбления футболистов. Может плачевно закончиться.